# 제임스 글리슨

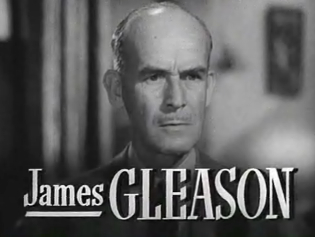

제임스 글리슨(James Gleason, 1882년 5월 23일 ~ 1959년 4월 12일)은 미국의 각본가, 연극 배우, 영화배우, 텔레비전 배우, 극작가, 영화 프로듀서이다.
뉴욕에서 태어났으며 우들랜드힐스에서 사망하였다. 사인은 천식이다.

## 영화
- 록-어-바이 베이비 (1958년)
- 마지막 함성 (1958년)
- 러빙 유 (1957년)
- 먼지 속의 별 (1956년)
- 사냥꾼의 밤 (1955년)
- 왓 프라이스 글로리 (1952년)
- 아윌 씨 유 인 마이 드림스 (1951년)
- 컴 필 더 컵 (1951년)
- 라이딩 하이 (1950년)
- 나에게 미소질 때 (1948년)
- 천국의 사도 조단 2 (1947년)
- 비숍스와이프 (1947년)
- 캡틴 에디 (1945년)
- 브룩클린의 나무 성장 (1945년)
- 왕국의 열쇠 (1944년)
- 아세닉 엔 올드 레이스 (1944년)
- 옛날 옛적 (1944년)
- 크래쉬 다이브 (1943년)
- 조라는 이름의 사나이 (1943년)
- 마이 갤 샐 (1942년)
- 브로드웨이로 간 토미 (1942년)
- 운명의 향연 (1942년)
- 브로드웨이의 연인들 (1941년)
- 천국의 사도 조단 (1941년) - 맥스 팝 코클 역
- 존 도우를 찾아서 (1941년)
- 맨하튼 메리-고-라운드 (1937년)
- 유어스 포 더 애스킹 (1936년)
- 브론디 오브 더 폴리스 (1932년)
- 자유의 혼 (1931년)
- 푸틴 온 더 리츠 (1930년)
- 매미 (1930년)
- 브로드웨이 멜로디 (1929년)